# 미래에셋벤처투자
미래에셋벤처투자 주식회사는 대한민국의 벤처 캐피탈이다.

## 역사
1999년 6월 8일에 한국드림캐피탈㈜로 설립된 후 2000년 12월 현재의 사명으로 변경하였다.

## 투자 기업
- APR
- Moloco

### 내용주
1. ↑  주관사를 KB증권과 대신증권으로 공모가 4,500원에 코스닥 시장에 상장